# Кавакита
Кавакита (яп. 川北町 Кавакита-мати) — посёлок в Японии, находящийся в уезде Номи префектуры Исикава. Площадь посёлка составляет 14,76 км², население — 6321 человек (1 июля 2014), плотность населения — 428,25 чел./км².

## Географическое положение
Посёлок расположен на острове Хонсю в префектуре Исикава региона Тюбу. С ним граничат города Хакусан, Номи.

## Население
Население посёлка составляет 6321 человек (1 июля 2014), а плотность — 428,25 чел./км². Изменение численности населения с 1980 по 2005 годы:
| 1980 | 4256 чел. |  |
| 1985 | 4271 чел. |  |
| 1990 | 4554 чел. |  |
| 1995 | 4514 чел. |  |
| 2000 | 4922 чел. |  |
| 2005 | 5677 чел. |  |

## Символика
Деревом посёлка считается Zelkova serrata, цветком — гвоздика пышная, птицей — полевой жаворонок.